# August Wredow

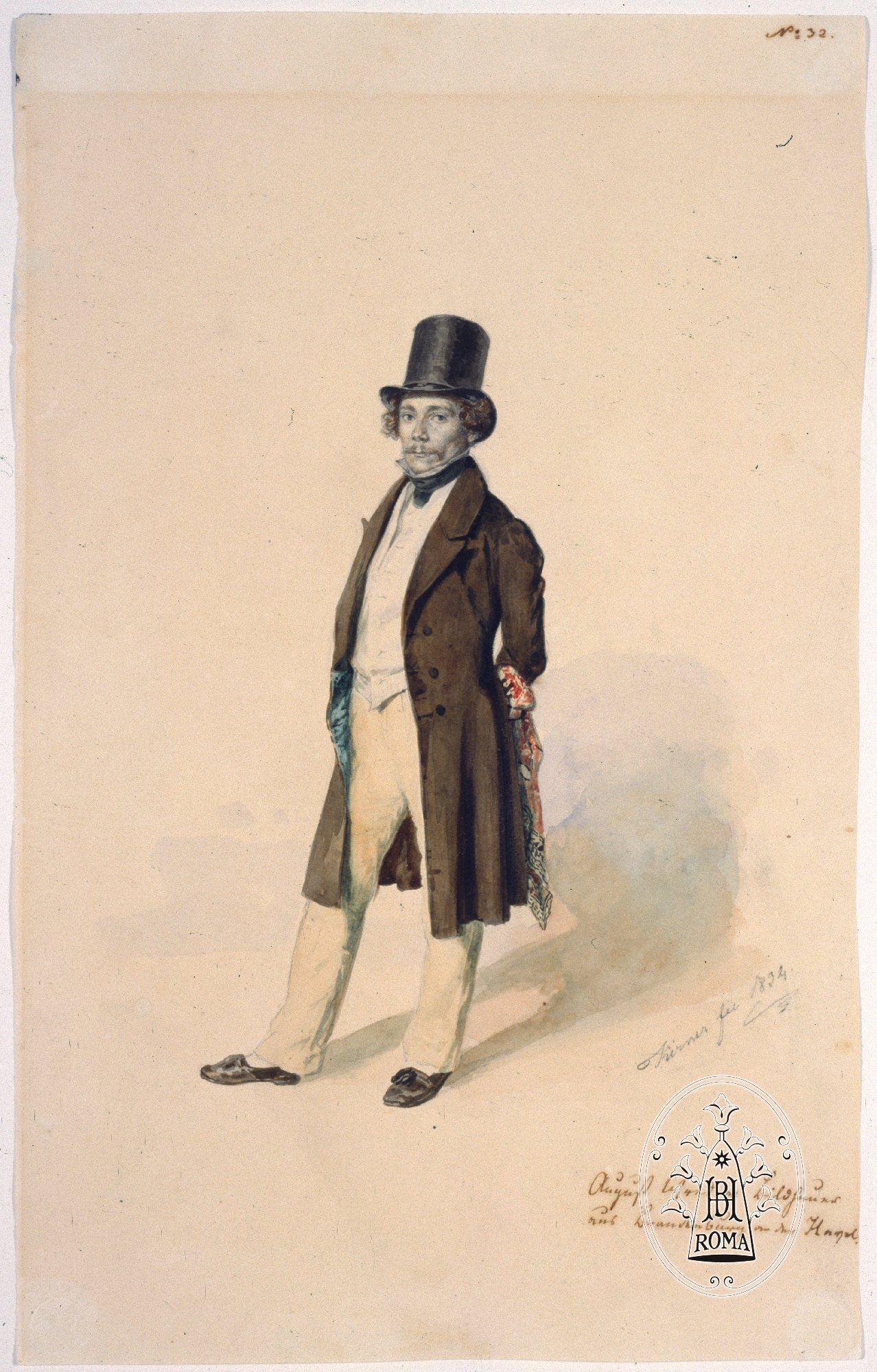
August Julius Wredow, gezeichnet von Johann Baptist Kirner, Rom 1834

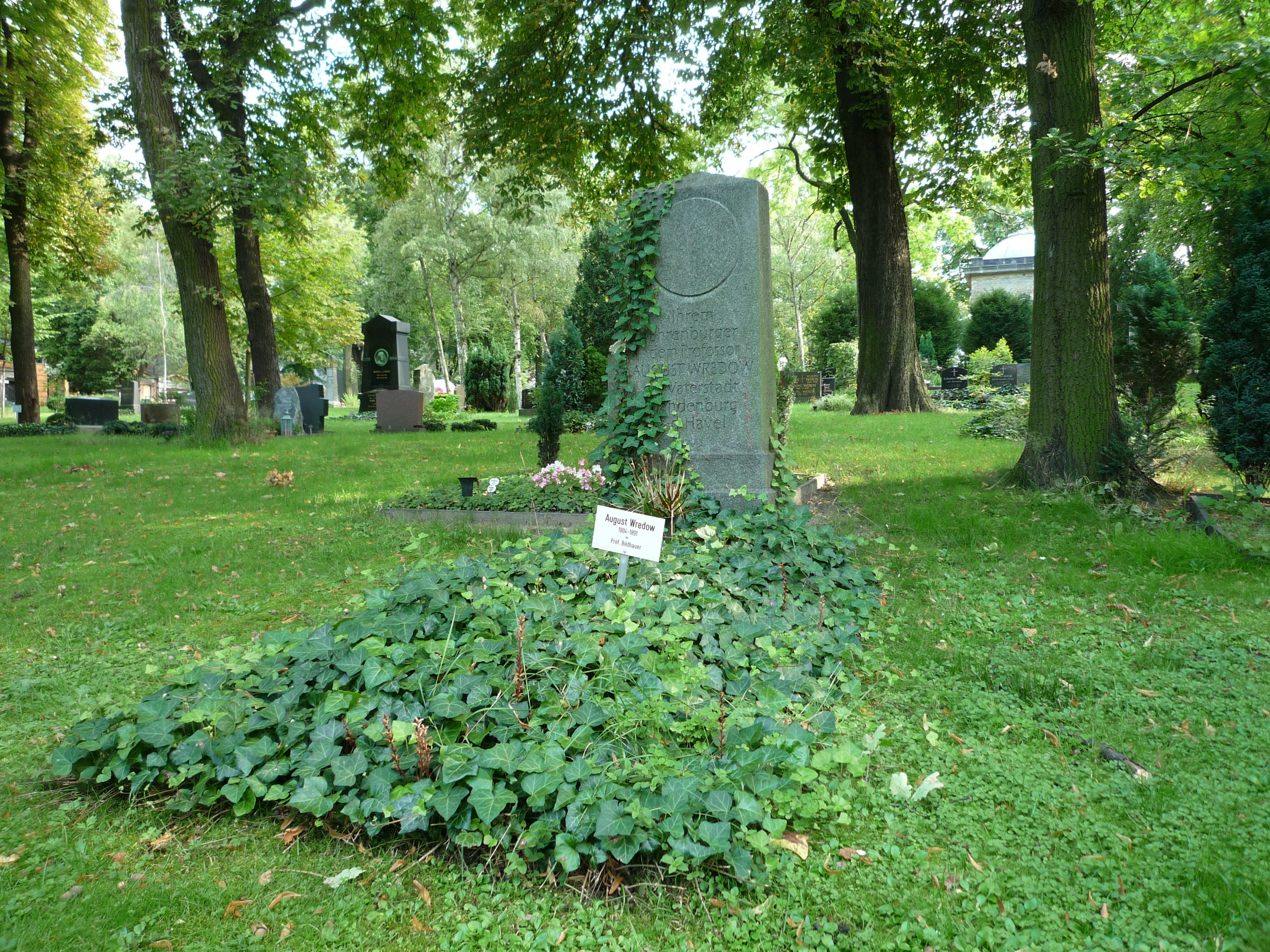
Grabstätte auf dem Alter St.-Matthäus-Kirchhof, Berlin

August Julius Wredow (* 5. Juni 1804 in Brandenburg an der Havel; † 21. Januar 1891 in Berlin) war ein deutscher Bildhauer.

## Leben
August Julius Wredow erhielt ab 1815 seine künstlerische Ausbildung bei Emil Cauer. Anschließend arbeitete er von 1823 bis 1827 als Schüler von Christian Daniel Rauch in dessen Atelier. Seine Ausbildung setzte er bei Johann Gottfried Schadow an der Berliner Akademie fort. Die nächste Station war in Rom die Werkstatt von Emil Wolff von 1826 bis 1835. In den Jahren 1837 bis 1841 wirkte er in Carrara. Nach seiner Rückkehr aus Italien lebte Wredow von 1841 bis zu seinem Tod am 21. April 1891 in Berlin, unterbrochen von einem erneuten Aufenthalt in Carrara von 1856 bis 1857. 1843 wurde er Senatsmitglied der Akademie der Künste und erhielt 1860 den königlichen Professorentitel.
Er wurde auf dem Alten St.-Matthäus-Kirchhof in Berlin bestattet. Sein Grab war von 1987 bis 2009 als Ehrengrab der Stadt Berlin gewidmet.
1886 stiftete er die Wredowsche Zeichenschule in Brandenburg an der Havel. Stiftungszweck war die Erteilung von Kunstunterricht für Schüler, Handwerker und Gewerbetreibende und Förderung der Kunst.
Seine Werke sind stark von Bertel Thorvaldsen beeinflusst.

## Werke (Auswahl)
- 1822: Büste eines jungen Mannes (im Heimatmuseum der Stadt Brandenburg)
- 1825: Büste Immanuel Meyer Magnus (Gips), Alte Nationalgalerie Berlin
- 1830: Büste Katharina II. von Russland für die Walhalla (Regensburg)
- 1830: Statue (Marmor) des Ganymed, den Adler Jupiters erblickend, Schloss Charlottenhof bei Potsdam
- 1833–1835: Statute (Marmor 1841) des Paris mit Bogen, Orangerieschloss (Potsdam)
- 1838: Bittender Knabe
- 1839: Merkur mit Schlangen
- 1841: drei Nornen (im Heimatmuseum Brandenburg)
- allegorische Statuen an der Fassade des Neuen Museums (Berlin) am Nord- und Südkuppelsaal
- 1842/1857: Figur (Marmor) Nike trägt den gefallenen Krieger zum Olymp empor, auf der Schlossbrücke (Berlin-Mitte)
- Apostelstatuen im Chor der St.-Katharinenkirche (Brandenburg an der Havel) (es sind die Modelle der Apostelstatuen von Helsinki, geschenkt 1855, bereits 1931 verschollen)
- Statue von Andreas Schlüter
- 1844 ff.: sechs Apostelstatuen (Zinkguss) Andreas, Matthäus, Judas Thaddäus, Johannes, Philippus, Bartholomäus auf der Kathedrale von Helsinki, die anderen Figuren stammen von Hermann Schievelbein (am Ort erhalten)
- 1856: Büste Emma Krause (Gips), Alte Nationalgalerie Berlin

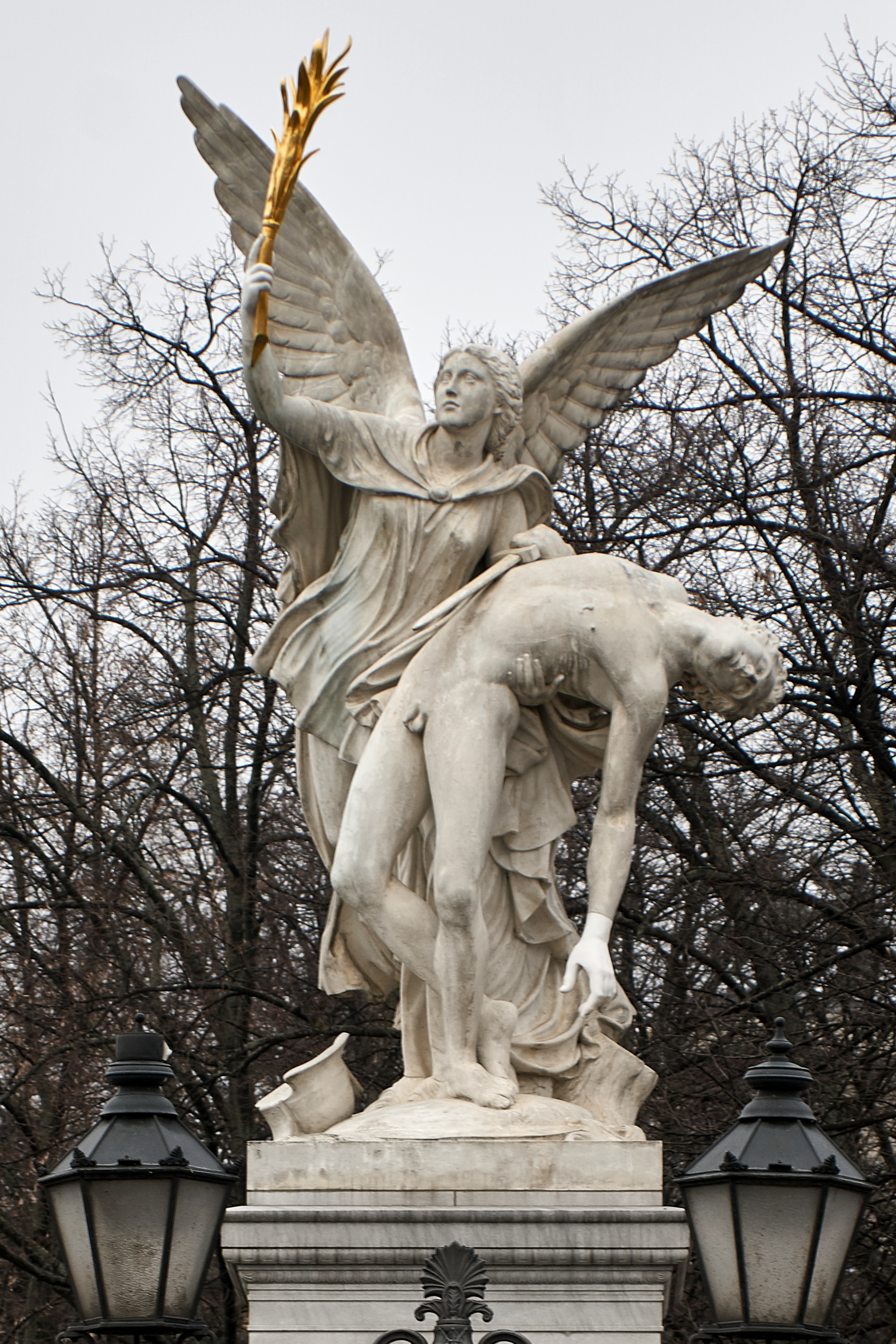
Iris trägt den Helden zum Olymp – Schloßbrücke Berlin-Mitte
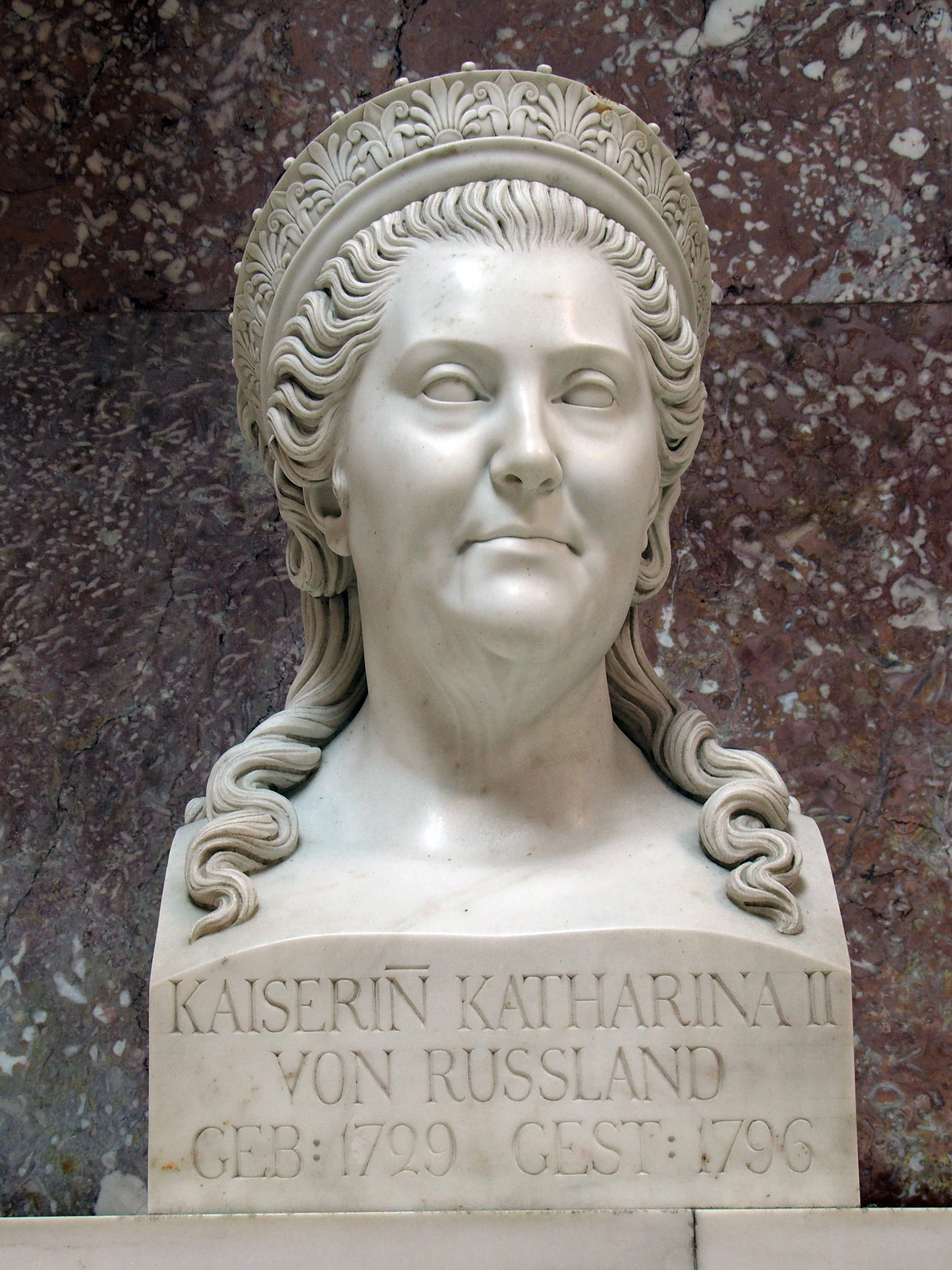
Büste der Kaiserin Katharina II. (Russland) in der Walhalla bei Regensburg
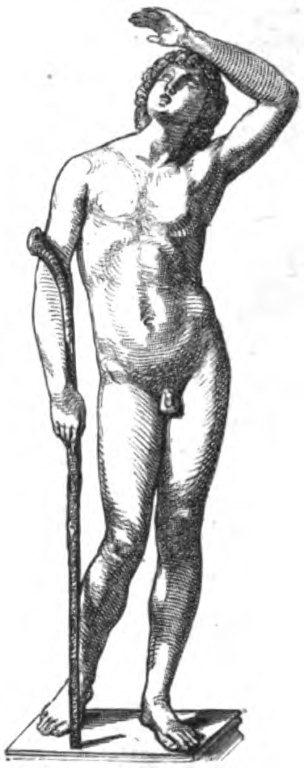
Statue Ganymed, Schloss Charlottenhof
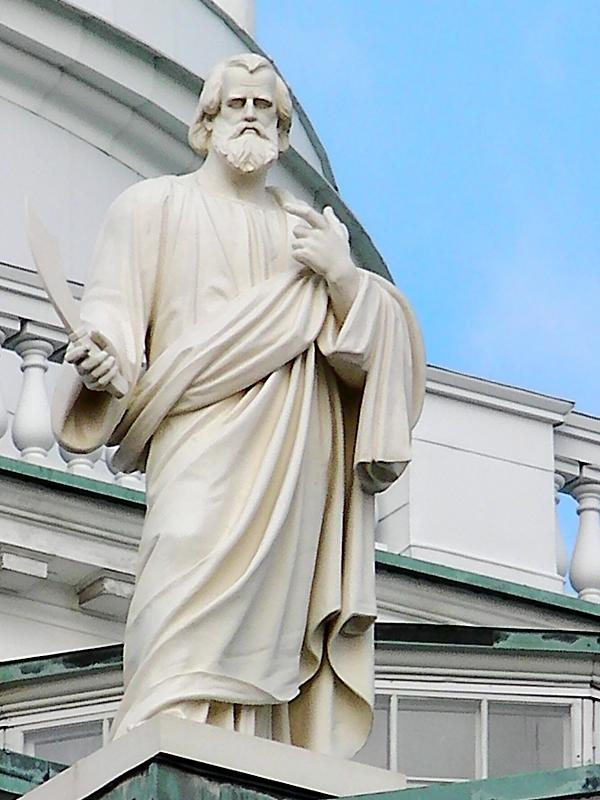
Apostel Bartholomäus auf der Kathedrale von Helsinki